# Rosenberg (baltisches Adelsgeschlecht)

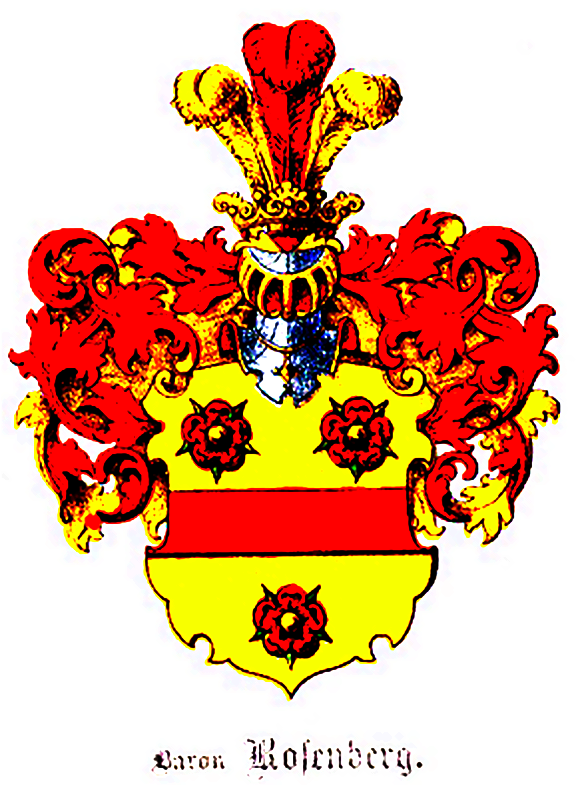
Wappen der Barone von Rosenberg

Rosenberg (russisch Розенберг) ist der Name eines kurländisch-preußischen Adelsgeschlechts.

## Geschichte
Der Familienüberlieferung nach stammt das Geschlecht aus Mähren. Seit dem 15. Jahrhundert ist die Familie in Kurland nachgewiesen und ab dem Jahr 1558 mit dem Rittergut Garrosen belehnt. Die Immatrikulation bei der Kurländischen Ritterschaft (sub Nr. 93) erfolgte am 2. August 1631. Im 18. Jahrhundert wandten sich mehrere Glieder nach Preußen, dergleichem im 19. Jahrhundert ins Großherzogtum Hessen, und etablierten sich dort mit ihren Familien. Die Kurländer erhielten am 3. April 1863 die russische Anerkennung zur Berechtigung der Führung des Baronstitels.

## Angehörige
- Johann Rosenberg (Иван Иванович Розенберг; 1766–1828), russischer Geheimrat[2]
- Diederich Arend von Rosenberg (1739–1813), russischer General der Infanterie und Gouverneur
- Otto von Rosenberg (1796–1845), kurländischer Jurist[3]
- Karl von Rosenberg (1798–1880), preußischer Generalleutnant
- Hermann von Rosenberg (1817–1888), Naturforscher, Geograph und Zoologe
- Michail Fjodorowitsch Rosenberg (1861–1928), russisch-sowjetischer Generalmajor[4]
- Eduard von Rosenberg (1878–1954), lettischer Politiker und Diplomat[5]
- Wera Michailowna Rosenberg (1894–1965), sowjetische Mathematikerin und Physikerin
- Michail Michailowitsch Rosenberg (1896–1981), sowjetischer Waffenkonstrukteur und zweimaliger Stalinpreisträger

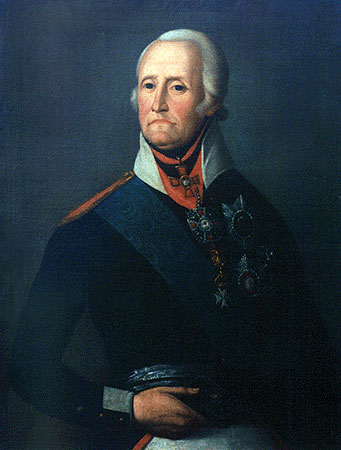
Andreas von Rosenberg (1739–1813)
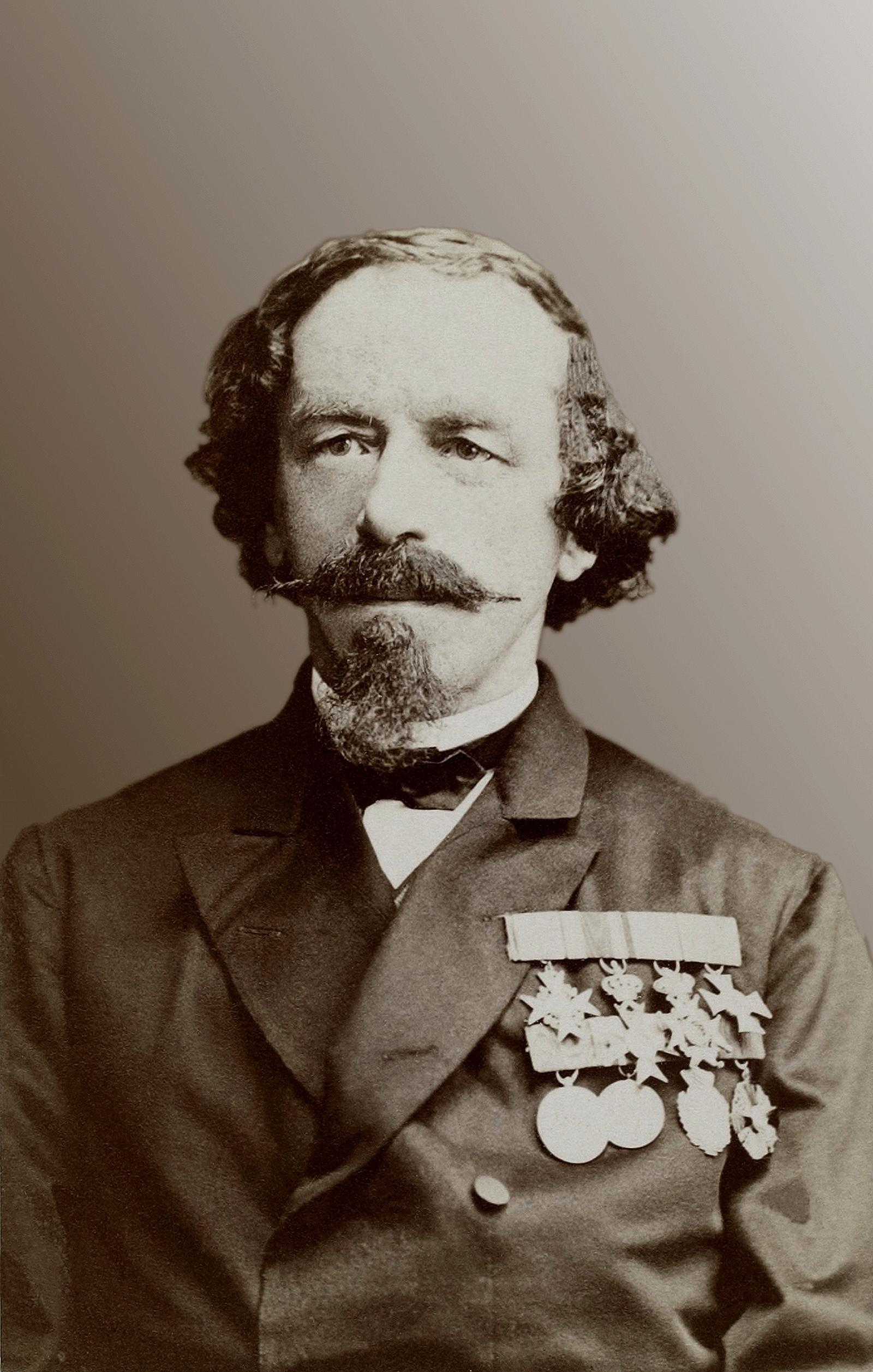
Hermann Baron von Rosenberg (1817–1888)

## Wappen
Das Wappen zeigt in Gold einen roten Balken begleitet von (2, 1) roten Rosen. Auf dem Helm mit rot-goldenen Decken drei Straußenfedern (gold-rot-gold).